# Alice Weidel
Alice Elisabeth Weidel (Gütersloh, 6 februari 1979) is een Duits politica. Weidel is, samen met Tino Chrupalla, lijsttrekker van Alternative für Deutschland.

## Levensloop

### Jeugd
Weidel werd geboren als de jongste in een gezin van drie kinderen. Haar vader was meubelhandelaar. 
Weidel studeerde bedrijfseconomie aan de Universiteit van Bayreuth. Zij ging op uitwisseling naar Japan en het Canadese Montréal. Na het afronden van haar studie in 2004 vond ze werk bij de bank van Goldman Sachs. In 2006 verhuisde Weidel naar China, waar ze als adviseur voor de Bank of China werkte en vloeiend Mandarijn leerde spreken. In 2011 promoveerde ze magna cum laude aan de Universiteit van Bayreuth. Van 2011 tot 2013 werkte ze voor de investeringsmaatschappij Allianz.

### Politiek
Kort na de oprichting in 2013 trad Weidel toe tot de AfD. In 2015 werd ze gekozen in het bestuur van de partij. In oktober 2017 werd ze gekozen in de Bundestag. Met 94 van de 704 zetels was de AfD de grootste oppositiepartij. Een dag na de verkiezingen verliet fractievoorzitter Frauke Petry de partij omdat ze deze te extreem vond. Daarop nam Weidel samen met Alexander Gauland het fractievoorzitterschap over.
Weidel wist de vele interne conflicten te overleven. In 2017 vond ze dat Björn Höcke de partij moest verlaten nadat hij tweemaal het Holocaustmonument in Berlijn een "monument der schande" had genoemd. Höcke maakte succesvol bezwaar tegen zijn verbanning en kwam tot een onderkoeld bestand met Weidel.
Weidel geldt als critica van het immigratiebeleid van de Duitse regering. Ook uit ze veelvuldig kritiek op islam en Europese Unie. Ze is tegen de steun aan Oekraïne in de oorlog met Rusland en zou graag de Nord Stream-gasleiding tussen Rusland en Duitsland weer repareren. Ook is ze voorstander van de heropening van Duitse kern- en kolencentrales.
In aanloop naar de Bondsdagverkiezingen in februari 2025 baarde Weidel opzien door een maand voor de verkiezingen een online-gesprek te voeren met de Amerikaan Elon Musk.

### Privé
Weidel is lesbisch en leeft samen met een Zwitserse vrouw van Sri-Lankaanse origine. Het paar heeft twee zonen.
- Gemeinsame Normdatei: 1013560906
- Nationale Bibliotheek van Polen: a0000003697564
- Virtual International Authority File: 173336092
- WorldCat: E39PBJdh4tjfBp4BByFtwrDg8C